# Renato Pascucci
Renato Pascucci (Macerata, 25 ottobre 1887 – Bologna, 20 settembre 1976) è stato un prefetto italiano.

## Biografia
Dopo la laurea in giurisprudenza a Bologna nel 1909, entrò nella carriera prefettizia tramite concorso nel 1911. Dopo aver partecipato come ufficiale alla prima guerra mondiale continuò la carriera ricoprendo, dopo incarichi minori, le funzioni di sottoprefetto a Domodossola, e successivamente quelle di capo sezione nella direzione degli affari civili del Ministero dell'Interno, e infine di addetto alla segreteria generale del Governatorato di Roma. Giunto a Bologna come vice prefetto ispettore nell'ottobre 1934, assunse le funzioni di vicepodestà di Bologna il 30 aprile 1935 e subentrò poi al podestà Angelo Manaresi con la carica di commissario prefettizio dal 17 agosto 1935 al 9 luglio 1936. Nel marzo 1937 fu commissario prefettizio a Brescia, subentrando al podestà Fausto Lechi, rimanendovi per sei mesi, nei quali si occupò della ristrutturazione delle finanze del comune.
Dopo un ritorno al ministero, venne nominato prefetto (di seconda classe) e destinato a Caltanissetta, dove rimarrà dal 1 settembre 1941 fino al 18 luglio 1943, data dell'entrata degli Alleati in città. Rimosso dal governo militare alleato, rimase a disposizione delle autorità del Regno del Sud, ricoprendo incarichi a Salerno. Nel giugno 1945 venne promosso prefetto di prima classe e nel marzo 1946 fu destinato a Cuneo. Qui svolse un ruolo nella gestione di un colpo di mano di un gruppo di ex partigiani ed ausiliari, che, in seguito alla rimozione di un ex capitano garibaldino dalla polizia di Asti, avevano occupato un'antica torre nei pressi di Santo Stefano Belbo, organizzando posti di blocco con armi leggere e pesanti mai riconsegnate dopo la guerra. Nonostante l'invio da Roma di un battaglione di fanteria, il prefetto scelse la strada della trattativa. Rimarrà a Cuneo fino all'agosto 1947. In seguito svolgerà un ulteriore incarico come ispettore generale amministrativo presso la Regione Sicilia dal luglio 1948 al marzo 1952, prima di essere collocato definitivamente a riposo per anzianità nell'ottobre 1953.